# شهرستان گاستون (کارولینای شمالی)
شهرستان گاستون، کارولینای شمالی (به انگلیسی: Gaston County, North Carolina) یک سکونتگاه مسکونی در ایالات متحده آمریکا است که در کارولینای شمالی واقع شده‌است.

## خصوصیات
شهرستان گاستون ۹۴۲٫۷۶ کیلومترمربع مساحت دارد.